# Sechemkare
Sechemkare (Sechem-ka-Re, Sḫm-k3-Rˁ,  Met machtige Ka van Re) was de troonnaam van een oud-Egyptische koning (farao) uit de 8e dynastie (eerste tussenperiode).
De lezing van zijn naam is onzeker: hij kan Sechem-ka-Re of Anch-ka-Re heten. Koning Sechemkare wordt ook in een brief uit Elephantine genoemd.